# George Stewart (8e comte de Galloway)
Pour les articles homonymes, voir George Stewart et Stewart.
George Stewart, 8e Earl of Galloway (en), aussi connu comme lord Garlies, né le 24 mars 1768 et mort le 27 mars 1834, est un amiral de la Royal Navy et un homme politique.
Il est le fils aîné de John Stewart.
Il participe à la Quatrième guerre anglo-néerlandaise, à la guerre d'indépendance des États-Unis, aux guerres de la Révolution française et aux guerres napoléoniennes.
Il devient membre du Parlement de Grande-Bretagne.